# 吕格勒
吕格勒（法語：Rugles，法語發音：[ʁyɡl]）是法国厄尔省的一个市镇，属于埃夫勒区。

## 地理
吕格勒（48°49'20"N, 0°42'36"E）面积14.1 平方千米，位于法国诺曼底大区厄尔省，该省份为法国北部内陆省份，北起滨海塞纳省，西接奧恩省和卡爾瓦多斯省，南至厄尔-卢瓦省，东临瓦兹省、瓦兹河谷省和伊夫林省。
与吕格勒接壤的市镇（或旧市镇、城区）包括：昂伯奈、布瓦阿尔诺、谢龙维利耶、圣安托南德索迈尔、圣马丹代屈布莱。

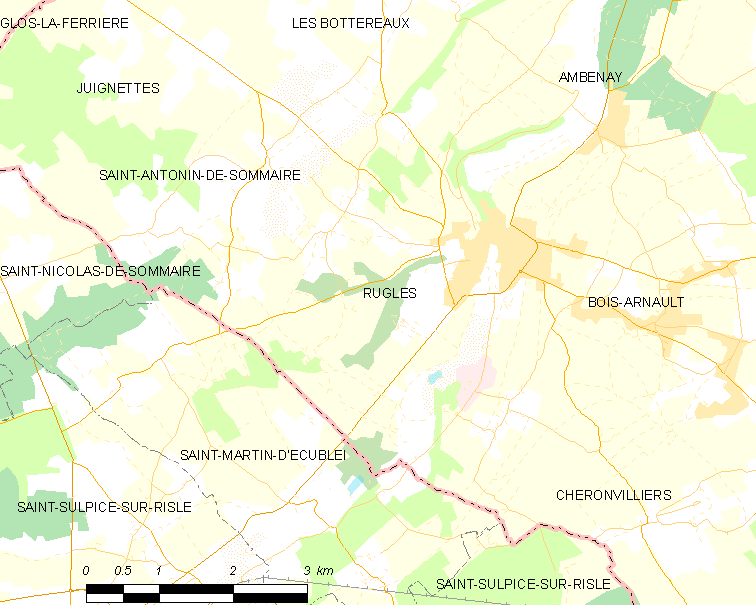
吕格勒的OSM定位图

吕格勒的时区为UTC+01:00、UTC+02:00（夏令时）。

## 行政
吕格勒的邮政编码为27250，INSEE市镇编码为27502。

## 政治
吕格勒所属的省级选区为布勒特伊县。

## 人口

1962-2008年间吕格勒人口变化图示

吕格勒于2022年1月1日时的人口数量为2199人。